# Vlag van Rivera

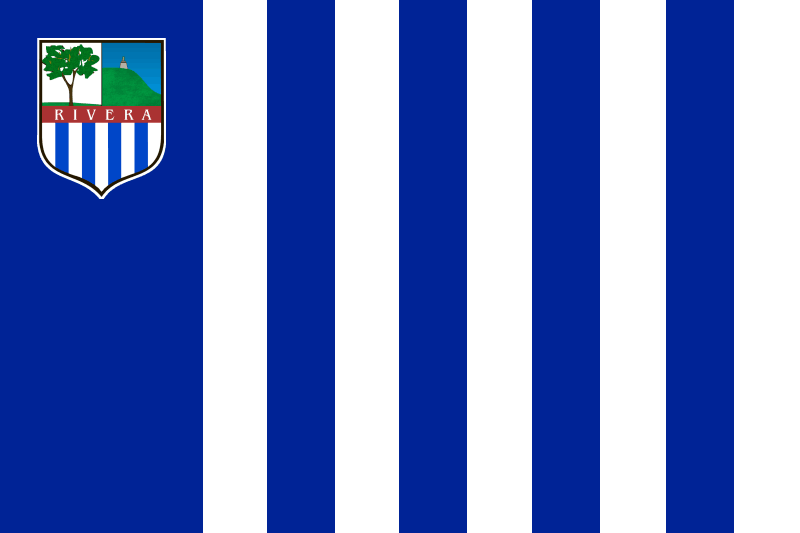
Vlag van Rivera (ratio 2:3)

De vlag van Rivera, een departement van Uruguay, bestaat uit vijf blauwe en vijf witte verticale banen, waarbij de linker baan een kwart van de breedte van de vlag inneemt en de andere negen banen ieder een twaalfde. Boven in de linker baan staat het wapen van Rivera.
De brede blauwe baan symboliseert het departement Rivera. De andere negen banen komen overeen met de negen banen uit de vlag van Uruguay.
De vlag werd ontworpen door Castelo Cortiñas en aangenomen op 15 september 1998. Op 1 oktober van hetzelfde jaar, 114 jaar na de stichting van het departement, werd de vlag voor het eerst gehesen.